# Pardosa pseudoannulata
Pardosa pseudoannulata este o specie de păianjeni din genul Pardosa, familia Lycosidae. A fost descrisă pentru prima dată de Friedrich Wilhelm Bösenberg și Strand, 1906. Conform Catalogue of Life specia Pardosa pseudoannulata nu are subspecii cunoscute.